# Luis Acevedo
Luis Miguel Acevedo Tabárez (Montevideo, 5 ottobre 1996) è un calciatore uruguaiano attaccante del Deportes Temuco.

## Carriera

### Club
Ha debuttato in prima squadra, nella massima serie uruguaiana, in occasione di Cerro-Nacional dell'11 agosto 2018. Con il club albiceleste è riuscito a centrare la qualificazione in Coppa Sudamericana per la prima volta nella storia del club.
Il 7 febbraio 2019 viene acquistato dal Peñarol. Debutta diciassette giorni dopo, in occasione dell'incontro di campionato contro il Rampla Juniors, subentrando al minuto 81 a Gabriel Matías Fernández, realizzando un gol e un assist per il 5-0 finale.

## Statistiche

### Presenze e reti nei club
Statistiche aggiornate al 12 febbraio 2021.
| Stagione        | Squadra         | Campionato      | Campionato | Campionato | Coppe nazionali | Coppe nazionali | Coppe nazionali | Coppe continentali | Coppe continentali | Coppe continentali | Altre coppe | Altre coppe | Altre coppe | Totale | Totale | Totale |
| Stagione        | Squadra         | Comp            | Pres       | Reti       | Comp            | Pres            | Reti            | Comp               | Pres               | Reti               | Comp        | Pres        | Reti        | Pres   | Reti   |        |
| --------------- | --------------- | --------------- | ---------- | ---------- | --------------- | --------------- | --------------- | ------------------ | ------------------ | ------------------ | ----------- | ----------- | ----------- | ------ | ------ | ------ |
| 2018            | Cerro           | PD              | 12         | 6          | -               | -               | -               | -                  | -                  | -                  | -           | -           | -           | 12     | 6      |        |
| 2019            | Peñarol         | PD              | 19         | 8          | -               | -               | -               | CL+CS              | 2+2                | 0+0                | SU          | -           | -           | 23     | 8      |        |
| 2020            | Peñarol         | PD              | 12         | 0          | -               | -               | -               | CL+CS              | 4+2                | 0+0                |             |             |             | 18     | 0      |        |
| Totale carriera | Totale carriera | Totale carriera | 43         | 14         |                 | 0               | 0               |                    | 10                 | 0                  |             | 0           | 0           | 46     | 13     |        |